# سلاح نووي اندماجي صافي

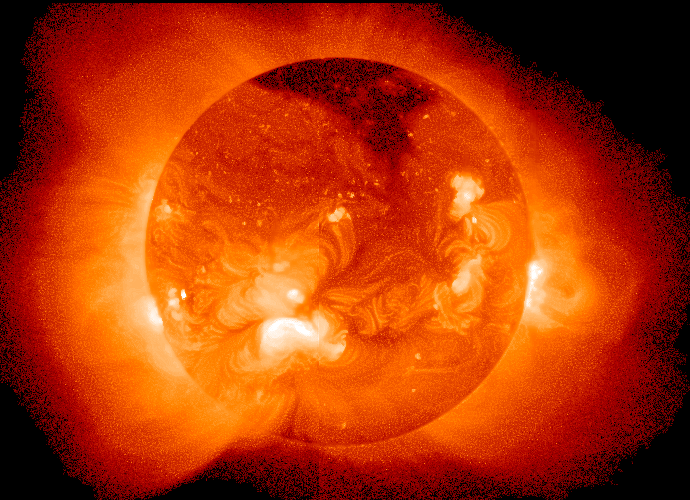
طاقة الشمس هي طاقة اندماج الهيدروجين وتتم في قلب الشمس في درجة حرارة نحو 14 مليون درجة مئوية وضغط عال جداجدا تحدثة ثقالة كتلة الشمس.

السلاح النووي الاندماجي الصافي (أو النقي) عبارة عن تصميم افتراضي لقنبلة هيدروجينية لا يحتاج فيها إلى انشطار نووي لتأمين الطاقة اللازمة لاندماج الديوتيريوم والتريتيوم، وهما النظيران الثقيلان للهيدروجين.
إلى الآن لا يزال هذا النموذج افتراضياً، لأن تفاعل الاندماج يلزمه ضغط ودرجات حرارة مرتفعة جداً، يتم إجراء الأبحاث عن تأمين بدائل عن المواد الانشطارية لتحقيق هذا الغرض.
لن يتطلب مثل هذا السلاح أي مواد انشطارية لبدء الانفجار، وبالتالي سيكون تطويره في الخفاء أسهل بكثير من تطوير الأسلحة الموجودة. يتطلب فصل اليورانيوم المستخدم في صنع الأسلحة (U-235) النووية الانشطارية بالتخصيب أو توليد البلوتونيوم (Pu-239) في مفاعل نووي استثمارًا صناعيًا كبيرًا ويصعب إخفاؤه ، وكان منع بيع ونقل الآلات اللازمة لتخصيب اليورانيوم أو بناء مفاعل نووي لإنتاج البلوتونيوم هي الآلية لمراقبة الانتشار النووي على المستوى الدولي.

## اقرأ أيضاً
- سلاح نووي